# Oswald von Thun und Hohenstein

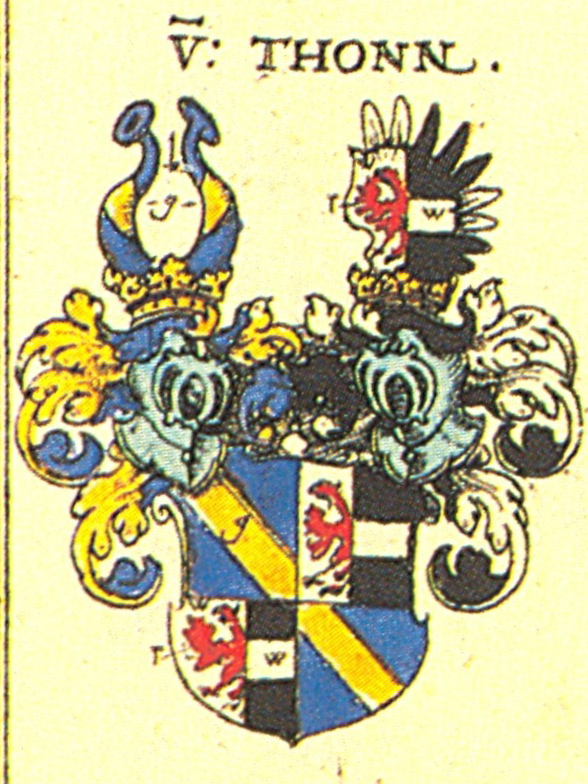
Stemma di famiglia

Principe Oswald Joseph von Thun und Hohenstein-Salm-Refferscheidt (Praga, 14 dicembre 1849 – Vienna, 21 ottobre 1913) è stato un politico austriaco.

## Biografia
Apparteneva alla nobile famiglia comitale dei Thun-Hohenstein, con diramazioni tirolesi, boeme e morave; suo padre era il conte Joseph-Oswald Nikolaus von Thun-Hohenstein, e sua madre la principessa Johanna von Salm-Reifersscheidt, figlia di Hugo Franz Altgraf von Salm-Reifersscheidt: di conseguenza Oswald Joseph era cugino da parte materna del generale tedesco Felix Prinz zu Salm-Salm.
Von Thun-Hohenstein studiò diritto e filosofia all'Università di Vienna, all'Università di Praga e all'Università di Lipsia. Entrato nel corpo diplomatico austriaco, fu ambasciatore a Teheran nel 1862.
Nel 1876 divenne sindaco della città di Klösterle an der Eger, in Boemia, e sede dei Salm-Reifersscheidt, aggiungendo al suo iniziale cognome anche quello della madre. Il conte fondò nella sua provincia la grande industria di porcellane Thun, dalla cui creazione tutto il paese trasse beneficio.
A Praga, il 5 maggio 1878 sposò la contessa Christiana von Waldstein, nipote di Franz Adam von Waldstein, mecenate di Schubert e Beethoven.
Nel 1883 von Thun und Hohenstein divenne Presidente del Consiglio dei Ministri dell'Impero Austroungarico e fece parte dell'Unione liberali di centro monarchici come Erwein von Nostitz-Rieneck.
Nel 1906 ricevette da Francesco Giuseppe l'ordine del Toson d'Oro e la promozione nobiliare a principe; nel 1913 divenne Presidente dell'Assemblea di Boemia e patrocinò l'Università Francesco Giuseppe di Czernowitz, come Tomáš Masarik e Robert Ritter von Mayr-Hartig, divenendo capo provvisorio del partito panslavico, ma morì nello stesso anno a causa di un cancro polmonare.

## Ascendenza
|                                           |                                      |                                           | Genitori                                          |  |  | Nonni |  |  | Bisnonni                                    |  |  | Trisnonni                     |  |
|                                           |                                      |                                           |                                                   |  |  |       |  |  | Joseph Johann Anton von Thun und Hohenstein |  |  | Franz von Thun und Hohenstein |  |
|                                           |                                      |                                           |                                                   |  |  |       |  |  | Joseph Johann Anton von Thun und Hohenstein |  |  | Franz von Thun und Hohenstein |  |
|                                           |                                      | Maria Wilhelmine von Ulfeldt              |                                                   |  |  |       |  |  | Joseph Johann Anton von Thun und Hohenstein |  |  |                               |  |
| Joseph Matthias von Thun und Hohenstein   |                                      |                                           |                                                   |  |  |       |  |  | Joseph Johann Anton von Thun und Hohenstein |  |  |                               |  |
|                                           |                                      | Marie Josepha Elisabeth von Schrattenbach | Otto Wolfgang von Schrattenbach                   |  |  |       |  |  |                                             |  |  |                               |  |
|                                           |                                      | Marie Josepha Elisabeth von Schrattenbach | Otto Wolfgang von Schrattenbach                   |  |  |       |  |  |                                             |  |  |                               |  |
|                                           |                                      | Marie Josepha Elisabeth von Schrattenbach | Maria Elisabeth von Sternberg                     |  |  |       |  |  |                                             |  |  |                               |  |
| Josef Oswald Graf von Thun und Hohenstein |                                      | Marie Josepha Elisabeth von Schrattenbach |                                                   |  |  |       |  |  |                                             |  |  |                               |  |
|                                           |                                      | Antonin Joseph von Thun und Hohenstein    | Josef von Thun und Hohenstein                     |  |  |       |  |  |                                             |  |  |                               |  |
|                                           |                                      | Antonin Joseph von Thun und Hohenstein    | Josef von Thun und Hohenstein                     |  |  |       |  |  |                                             |  |  |                               |  |
|                                           |                                      | Antonin Joseph von Thun und Hohenstein    | Maria Elisabeth Kollonitz de Kollegrád            |  |  |       |  |  |                                             |  |  |                               |  |
| Franziska von Thun und Hohenstein         |                                      | Antonin Joseph von Thun und Hohenstein    |                                                   |  |  |       |  |  |                                             |  |  |                               |  |
|                                           |                                      | Terezie Wratizlawova z Mitrovic           | Johann Nepomuk Wratislaw z Mitrovic und Schonfeld |  |  |       |  |  |                                             |  |  |                               |  |
|                                           |                                      | Terezie Wratizlawova z Mitrovic           | Johann Nepomuk Wratislaw z Mitrovic und Schonfeld |  |  |       |  |  |                                             |  |  |                               |  |
|                                           |                                      | Terezie Wratizlawova z Mitrovic           | Johanna Malowetz von Malowitz u Kosor             |  |  |       |  |  |                                             |  |  |                               |  |
| Oswald von Thun und Hohenstein            |                                      | Terezie Wratizlawova z Mitrovic           |                                                   |  |  |       |  |  |                                             |  |  |                               |  |
|                                           | Wenzel zu Salm-Reifferscheidt-Bedbur | Leopold zu Salm-Reifferscheidt-Bedbur     |                                                   |  |  |       |  |  |                                             |  |  |                               |  |
|                                           | Wenzel zu Salm-Reifferscheidt-Bedbur | Leopold zu Salm-Reifferscheidt-Bedbur     |                                                   |  |  |       |  |  |                                             |  |  |                               |  |
|                                           | Wenzel zu Salm-Reifferscheidt-Bedbur | Maria Karolina von Dietrichstein          |                                                   |  |  |       |  |  |                                             |  |  |                               |  |
| Johann zu Salm-Reifferscheidt-Bedbur      | Wenzel zu Salm-Reifferscheidt-Bedbur |                                           |                                                   |  |  |       |  |  |                                             |  |  |                               |  |
|                                           |                                      | Walpurga von Sternberg                    | Adam Frantisek Arnost ze Sternberka               |  |  |       |  |  |                                             |  |  |                               |  |
|                                           |                                      | Walpurga von Sternberg                    | Adam Frantisek Arnost ze Sternberka               |  |  |       |  |  |                                             |  |  |                               |  |
|                                           |                                      | Walpurga von Sternberg                    | Maria Christina von Dietrichstein                 |  |  |       |  |  |                                             |  |  |                               |  |
| Johanna zu Salm-Reifferscheid             |                                      | Walpurga von Sternberg                    |                                                   |  |  |       |  |  |                                             |  |  |                               |  |
|                                           |                                      | Josef von Nostitz-Rieneck                 | Johann Nepomuk von Nostitz-Rieneck                |  |  |       |  |  |                                             |  |  |                               |  |
|                                           |                                      | Josef von Nostitz-Rieneck                 | Johann Nepomuk von Nostitz-Rieneck                |  |  |       |  |  |                                             |  |  |                               |  |
|                                           |                                      | Josef von Nostitz-Rieneck                 | Marie Josephe von Kaunitz                         |  |  |       |  |  |                                             |  |  |                               |  |
| Maria Rosina von Nostitz-Rieneck          |                                      | Josef von Nostitz-Rieneck                 |                                                   |  |  |       |  |  |                                             |  |  |                               |  |
|                                           |                                      | Johanna von Beess                         | Johann Gottlieb von Beess                         |  |  |       |  |  |                                             |  |  |                               |  |
|                                           |                                      | Johanna von Beess                         | Johann Gottlieb von Beess                         |  |  |       |  |  |                                             |  |  |                               |  |
|                                           |                                      | Johanna von Beess                         | Maria von Sinzendorf                              |  |  |       |  |  |                                             |  |  |                               |  |
|                                           |                                      | Johanna von Beess                         |                                                   |  |  |       |  |  |                                             |  |  |                               |  |